# Moulin du Bosq
Le moulin du Bosq ou moulin du Bois (forme ancienne Bosc-Moulin), aussi appelé Le Beau Moulin, est un ancien moulin, du XVIIe siècle, qui se dresse, dans le Bessin, sur le territoire de la commune française de Trévières dans le département du Calvados, en région Normandie.
L'édifice avec son bief est classé au titre des monuments historiques.

## Localisation
Le moulin est situé route de Bernesq à Trévières, sur la Tortonne, dans le département français du Calvados.

## Historique

### Origine
Le Bosc-Moulin relevait du franc-fief de l'Étang, fiefferme qui avait été donné par le roi Saint Louis à l'abbaye de Montebourg en 1262.
En 1560, le domaine de l'Étang — et le Bosc-Moulin — est affermé pour 60 livres tournois à Pierre Gallon, bourgeois de Bayeux.

### Moulin actuel
Le moulin est probablement reconstruit dans le premier quart du XVIIe siècle en remplacement d'un précédent édifice, par Claude Pellot (1619-1683). Quant au millésime de 1684, gravé dans l'attique central, il coïncide avec la date ou le fils de Claude Pellot, Claude-François Pellot, rend hommage de la châtellenie de Trévières, le 8 juillet 1684, date portée sur la cheminée. La date de 1684, correspondrait à la modification du profil de la toiture du moulin, qui était certainement à l'origine couvert d'un haut comble à la française.
Succède à Claude-François comme comtes de Trévières, seigneurs et patrons de la paroisse et possesseurs du moulin, qui était baillé, un autre Claude Pellot (v. 1683-1769), son fils, conseiller au Parlement de Paris, puis son petit-fils  Claude-Anne-François Pellot (1728-1793). Celui-ci, de son mariage avec une cousine née de Polignac n'eut pas de postérité et c'est la sœur de cette dernière, Marie-Françoise de Polignac, marquise de Montal, qui fut l'unique héritière. Ayant émigré à la Révolution, ses biens furent confisqués et vendus le 19 ventôse an III (9 mars 1795). Le moulin fut acquis par François-Denis-Auguste de Grimoard de Beauvoir du Roure de Beaumont, comte de Brison, d'une famille établie en Dauphiné, auquel succéda, en 1810 à sa mort, son fils Denis-Scipion. En 1812, le moulin est pris en fief par Louis Alexandre auquel succéda, dès 1838, sa veuve, Thérèse Courteil. La comtesse de Sacriste de Tombebeuf, son ancienne propriétaire, en fit l'acquisition en novembre 1850 et le fieffa à Thérèse Courteil. La comtesse le vendit en mars 1855, contre la somme de 5 250 francs à Vigor Yver. Cette famille Yver conservera le moulin jusqu'à la Seconde Guerre mondiale. Par la suite, c'est la famille Mouchel, de Rubercy, qui vint s'établir en ce lieu.
Un règlement concerne le moulin au milieu du XIXe siècle, le même siècle voit une surélévation du bâtiment.
En 1980, dans le cadre de l'Année du Patrimoine, le moulin alors en état de semi-abandon, reçut le premier prix du concours photographique national « Patrimoine à sauver » à l'initiative des Vieilles maisons françaises. En 1988, le moulin fut acheté par M. Marcel Masi, décorateur parisien, période ou débuta sa restauration qui sera récompensée avec l'obtention du premier prix des délégués des Vieilles maisons françaises, en 1999.

## Description
Le moulin est bâti en calcaire et enduit.
L'édifice, de plan massé, haut d'un étage sur rez-de-chaussée et couvert d'une imposante toiture, présente en façade trois travées. L'avant-corps, construit sur trois niveaux, est d'inspiration baroque. Le décor de ce faux avant-corps central est à rapprocher de la partie supérieur du portail du manoir de la Caillerie à Bayeux daté de 1667, ou à la porte principale du manoir de Douville à Mandeville-en-Bessin.

## Protection
Le moulin avec son bief est classé au titre des monuments historiques par arrêté du 25 mars 1993.